# Daunische Keramik

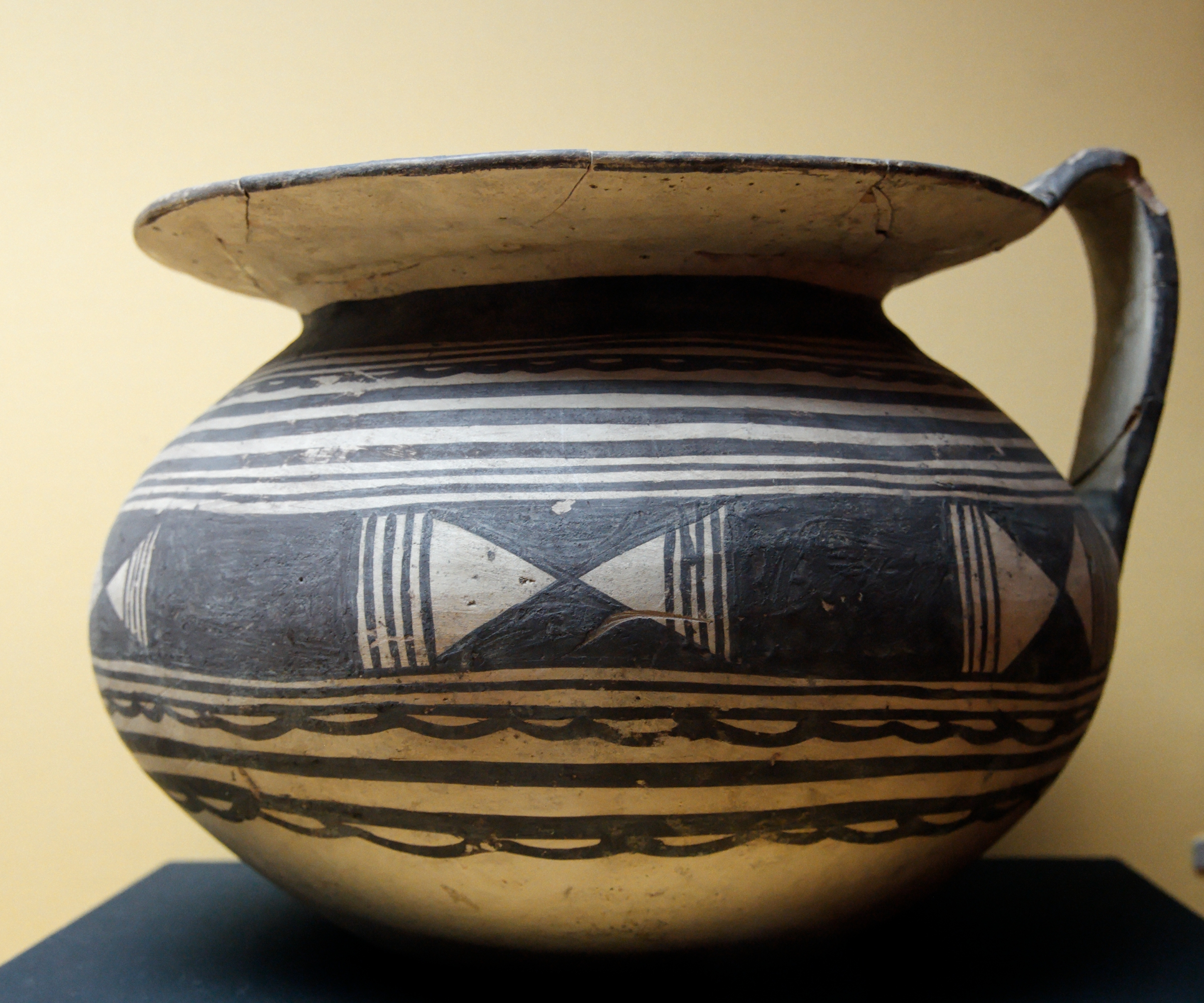
Tonkanne mit Doppeldreieck-Dekoration, Subgeometrischer (Daunisch II) Stil, 6. Jahrhundert v. Chr., Archäologisches Nationalmuseum, Madrid

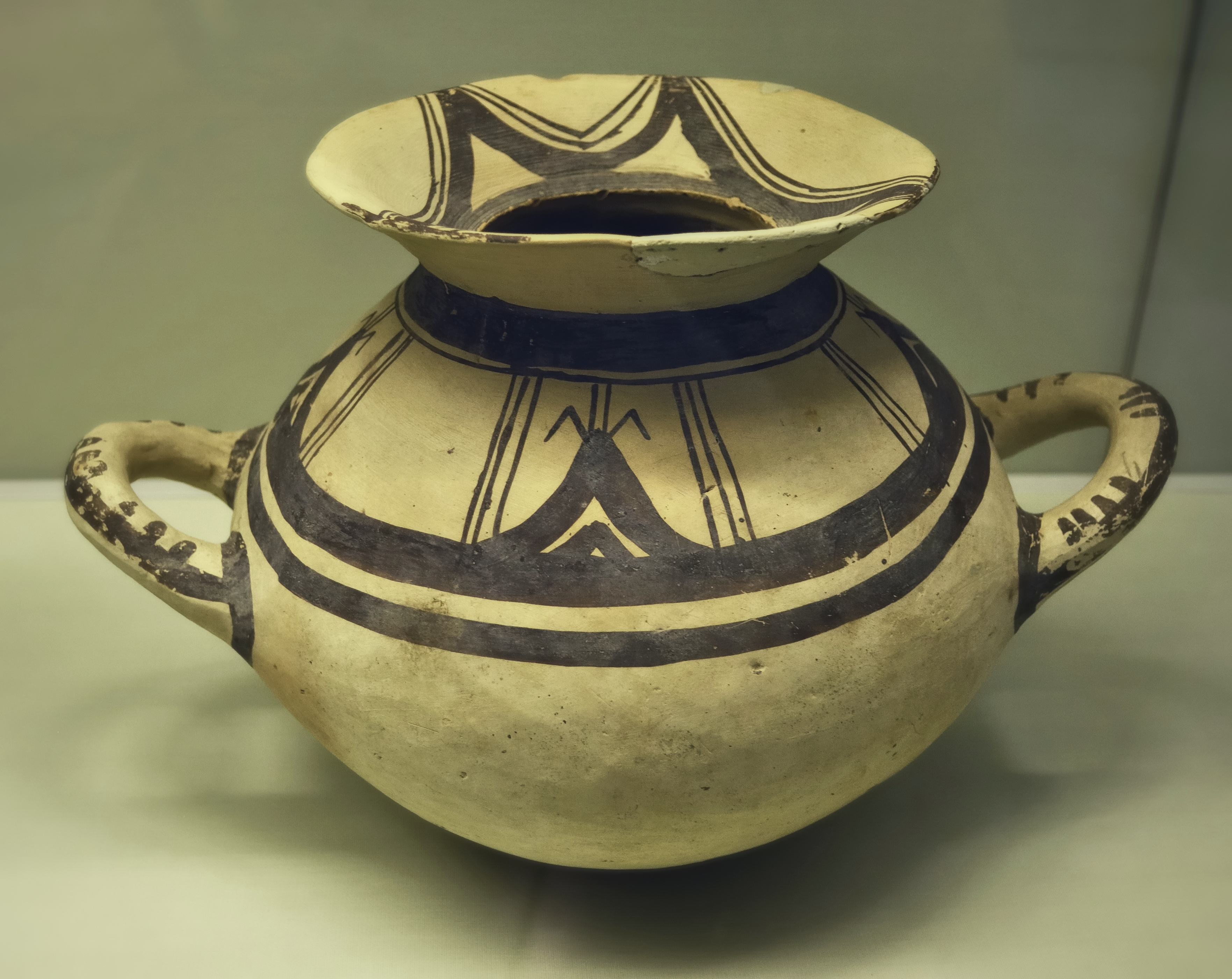
Daunisch-subgeometrischer Doppelhenkeltopf mit Trichtermündung. 6. Jahrhundert v. Chr., Hetjens-Museum Düsseldorf.

Die Daunische Keramik  (auch Daunisch Subgeometrische Keramik oder Subgeoemtrisch-Daunische Keramik) ist eine lokale Keramikgattung der Daunier in den heutigen süditalienischen Provinzen Bari und Foggia. Sie wird von der überwiegenden Meinung als eigenständig und nicht als später Ausläufer der griechischen Geometrischen Keramik angesehen.
Daunische Vasen wurden vor allem in den regionalen Produktionszentren Ordona und Canosa di Puglia hergestellt. Die Gefäße werden in nord- und süddaunische Exemplare unterschieden und wurden etwa ab 700 v. Chr. produziert. Seit dieser Frühphase weisen die Gefäße Bemalungen mit geometrischen Motiven auf, die unabhängig vom Motivschatz der Griechen zu sehen sind. Die Gefäße sind handgeformt. Auf ihnen wird mit roter, brauner bis hin zu schwarzer Erdfarbe das Dekor aufgetragen. Dabei kann es sich um Rauten, Dreiecke, Kreise, Kreuze, Quadrate, Bogen, Swastiken und andere Formen handeln. Auch die Entwicklung der Vasenformen ist zunächst unabhängig von der griechischen Keramik. Typisch sind der Fußkrater, der Askos, trichterförmige Gefäße und Schalen mit Schlaufenhenkeln. Auffällig häufig werden Hand-, Tierförmige oder anthropomorphe Protomen an den Wandungen und Henkeln der Gefäße angebracht oder zeichnerisch wiedergegeben.
Im Laufe des 5. Jahrhunderts v. Chr. wird von den Griechen die Drehscheibe, im Jahrhundert darauf die Dekorationsform übernommen. Etwa ab 330 v. Chr. verdrängen auch griechische Gefäßformen wie Glockenkrater, Kolonettenkrater, Kantharos und Kalathos nach und nach die ursprünglichen Formen. In der Jung-Canosiner-Stufe (350–250 v. Chr.) ändert sich auch die Dekorform. Nun werden Efeu- und Palmettenfriese, „Laufende Hunde“ und figürliche Darstellungen vorherrschend. In der Endphase dominieren Doppelgefäße, Kolonettenkrater, Amphora, Askos und Thymiaterion.